# Cristalleries de Mataró
Cristalleries de Mataró va ser una cooperativa de fabricació de vidre de Mataró, amb la raó social Cristalleries de Mataró S.C.O.C.L. (Societat Cooperativa Obrera Catalana Limitada) i coneguda popularment com El Forn del Vidre. Va operar entre el 1919 i el 2008, i va arribar a ser un referent internacional en la fabricació de vidre.

## Història
Els orígens de Cristalleries de Mataró es remunten al 1919, en una empresa d'iniciativa privada anomenada Juan, Estanyol y Compañía, amb Pau Pi, Josep Juan i Timoteu Estanyol com a socis capitalistes. Sota l'impuls de Josep Ros i Serra, artesà del vidre de marcada ideologia sindicalista, el mes de maig de 1925 passà a ser una cooperativa o col·lectivitat, amb el nom inicial de Fundación José Ros Serra, ja que durant la dictadura de Primo de Rivera no estava permès treballar com a col·lectivitat declarada. Els estatuts de la col·lectivitat foren aprovats el 10 d'agost del 1934, redactats per Joan Peiró i Belis, qui s'havia incorporat a l'empresa el 1922. El seu primer director fou Enric Bartrolí Nogués, qui a finals dels anys vint caigué malalt i fou substituït per Joan Peiró i Belis. Aquest assumí el càrrec de director de fabricació de la cooperativa durant tot el període republicà i la Guerra Civil, exceptuant els mesos en què actuà com a Ministre d'Indústria en el Govern republicà de Largo Caballero durant la Guerra (novembre 1936-maig 1937). Va ser afusellat pel bàndol franquista el 24 de juliol de 1942 a Paterna.
En començar el 1925 la cooperativa produïa entre 5.000 i 6.000 bombetes diàries i 3 milions i mig d'anuals. El 1933 la seva producció s'havia incrementat fins a les 40.000-45.000 bombetes diàries amb una producció anual de més d'onze milions de bombetes. La cooperativa va arribar a ser de molt la major productora de bombetes de l'estat espanyol. Al llarg de la seva història, a més de bombetes va fabricar termòmetres, tulipes i pantalles per làmpades, ampul·les, gots, objectes decoratius, etc. No s'hi fabricava vidre pla. Tot i que durant la seva història la major part de la producció era manual (vidre bufat amb canya pels vidriers), alguns productes com les bombetes, s'arribaren a fer amb màquines automàtiques.
Entre les seves fites, hi figura el bastiment d'una ampla obra social i cultural, amb una escola racionalista, un grup de cultura, equips d'esport, una mutualitat, un economat, etc. Tot i el seu tarannà anarquista, la cooperativa aconseguí resistir tots els alts i baixos polítics del segle xx, mantenint el seu ideari i estructura social, tot i que van quedar pel camí l'escola i altres projectes.
La fàbrica i seu de la cooperativa, estava situada al carrer del Rierot de Mataró (el pròpiament dit "Forn del Vidre"). Als anys 70 es va obrir una moderna fàbrica al carrer Foneria núm. 9 de l'actual polígon industrial de Mata-Rocafonda. Durant uns anys es va mantenir activitat a les dues instal·lacions, fins que als anys 90 es va tancar i enderrocar la vella fàbrica del Rierot, on actualment hi ha una plaça anomenada "plaça del Forn del Vidre". Altres locals relacionats, foren l'escola al carrer Prat de la Riba, i l'Economat al carrer Moreto, així com una nau al Passatge del Verdet.
Fruit de la conjuntura productiva del sector del vidre i la globalització econòmica, afegit a handicaps estructurals de la mateixa cooperativa que no van ajudar a afrontar-ho tot plegat de manera adient, va entrar en una llarga però sostinguda etapa de declivi econòmic a les darreries del segle xx i primers anys del XXI.
L'any 2005, coincidint amb la celebració del seu 85è aniversari, la cooperativa va presentar un pla d'inversions per adequar el procés de producció a les noves tecnologies. Aquell any l'empresa destinava el 40% de la producció a l'exportació, amb clients com Osram o Philips. Poc després va rebre la visita del llavors ministre d'Indústria, José Montilla.
Finalment, a causa de la crisi financera, la caiguda del consum i la pèrdua del mercat americà, va tancar la seva activitat vidriera el novembre de 2008, suspenent els contractes dels 80 treballadors de la cooperativa.
L'any 2009 la cooperativa feu donació del seu fons de més de 400 peces de vidre artístic (realitzat al llarg dels anys pels socis cooperativistes vidriers) i del seu fons documental a l'Ajuntament de Mataró. Durant l'any 2011 es feu una exposició d'aquests fons al Museu de Mataró que va permetre recórrer la història de la cooperativa mitjançant documents històrics, fotografies, peces originals i pel·lícules antigues que mostraven les activitats socials.
El fons documental de les Cristalleries de Mataró es custodia a l'Arxiu Comarcal del Maresme. El fons conserva la documentació organitzativa de la cooperativa, la documentació administrativa i comptable, així com gran quantitat de fotografies de la secció de cultura de l'organització i algunes gravacions de processos productius com ara el bufat d'ampolles o l'estirat de la pasta de vidre per l'elaboració de termòmetres. L'arxiu està duent a terme un projecte de recuperació de la memòria de la coopertiva capturant el testimoni dels darrers vidriers i perveu fer una exposició relativa a la història de la cooperativa durant els mesos de setembre i octubre del 2018.